# Finlandia all'Eurovision Song Contest
La Finlandia partecipa all'Eurovision Song Contest dall'edizione del 1961 e da allora ha preso parte alla manifestazione ogni anno fatta eccezione per le edizioni del 1970, 1995, 1997, 1999, 2001 e 2003. La partecipazione è curata dall'azienda radiotelevisiva pubblica Yleisradio (Yle).
Ha vinto una volta nel 2006 coi Lordi e la loro Hard Rock Hallelujah e conseguentemente ha ospitato a Helsinki l'edizione del 2007.

## Storia

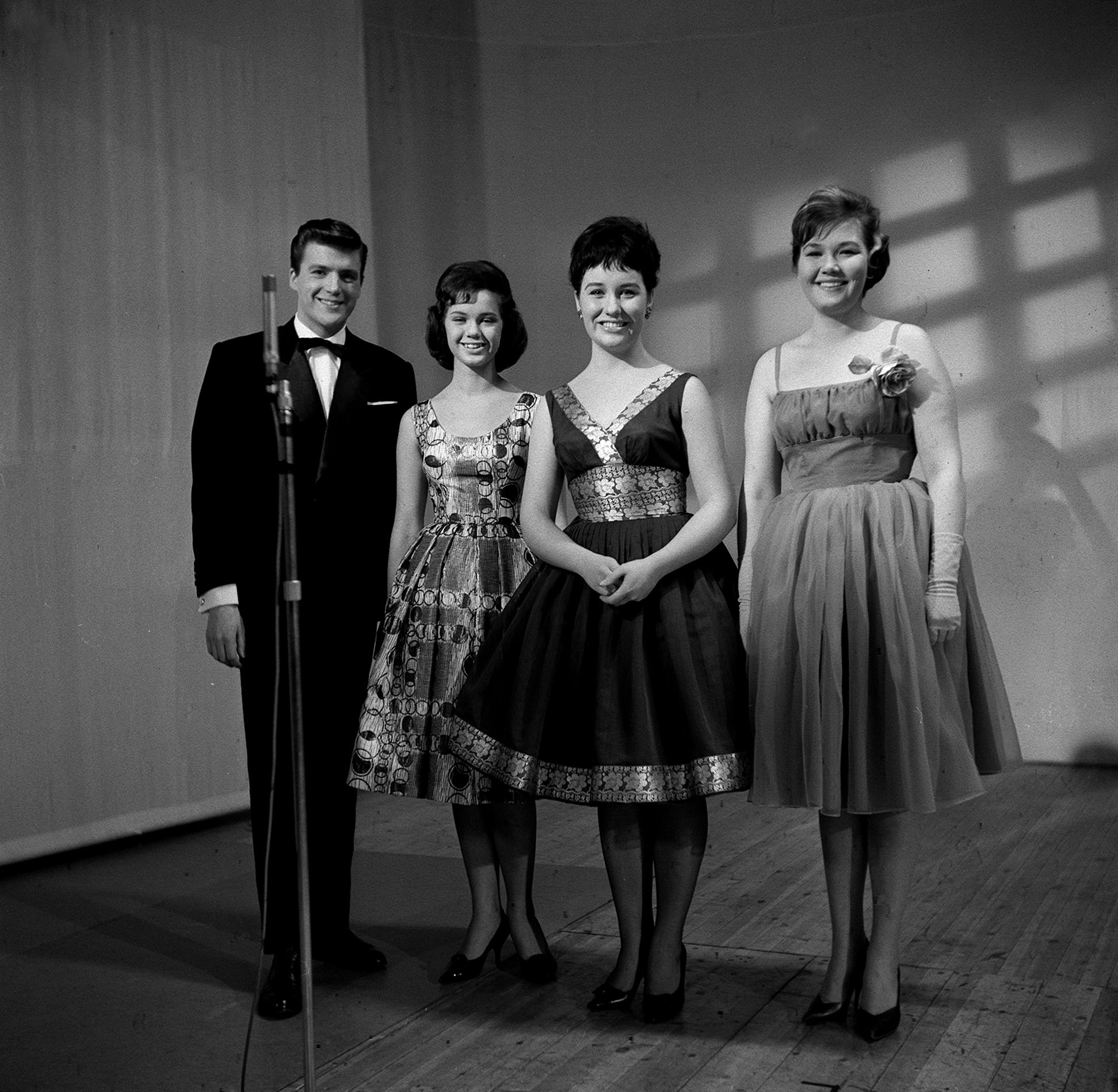
I quattro concorrenti per la selezione nazionale della Finlandia nel 1961, da sinistra: Kai Lind, Christina Hellman, Laila Kinnunen e Ritva Mustonen.

L'emittente radiotelevisiva finlandese Yleisradio è stata tra i fondatori dell'Unione europea di radiodiffusione (UER) nel 1950 e ha iniziato a trasmettere l'Eurovision Song Contest a partire dal 1960, debuttando nel corso dell'edizione successiva; fu l'ultimo paese della penisola scandinava a debuttare al festival canoro. La prima rappresentante del paese, Laila Kinnunen, fu selezionata attraverso un concorso pubblico da una giuria di esperti e si classificò al 10º posto con sei punti. Nel corso degli anni successivi, pur mantenendo il metodo della selezione nazionale, il paese ottenne magri risultati, inclusi tre ultimi posti (1963, 1965 e 1968) dei quali due con zero punti assegnati. Lo scandalo della vittoria quadripartita dell'edizione del 1969 portò la Finlandia, insieme ad altri stati, a boicottare l'edizione successiva.
Ritornato all'Eurovision Song Contest 1971 il paese continuò a conseguire risultati piuttosto scarsi, fatta eccezione per il 6º posto di Marion Rung nel 1973, prima volta in cui la Finlandia ha presentato un brano in lingua inglese, che rimase il miglior risultato del paese nordico per oltre trent'anni. Con l'aumento del numero di partecipanti e la conseguente introduzione della regola dell'esclusione la Finlandia fu esclusa ad anni alterni nel 1995, 1997, 1999, 2001 e 2003.
Con l'introduzione della semifinale nel 2004 invece il paese non si è qualificato per la finale per due anni consecutivi. A cambiare le sorti della nazione è tuttavia la vittoria del gruppo heavy metal Lordi con la loro Hard Rock Hallelujah, che da allora è considerata tra le canzoni più iconiche della manifestazione nel XXI secolo. La Finlandia accettò di ospitare l'edizione del 2007 a Helsinki, che fu la prima ad esser trasmessa in alta definizione.
La vittoria del 2006 tuttavia fu un caso piuttosto isolato visto che il paese continuò a conseguire scarsi risultati, pur riuscendo a qualificarsi per la finale nel 2008, nel 2009 (dove tuttavia si classificò all'ultimo posto), nel 2011, nel 2013, nel 2014 e nel 2018; sia nel 2015 (anno in cui la Finlandia si presentò col brano più breve di sempre) che nel 2019 il paese si classificò all'ultimo posto nella semifinale assegnata. L'edizione del 2021 vide la nazione sfiorare la top 5 grazie al 6º posto in finale dei Blind Channel e anche nel corso dell'edizione successiva il paese riuscì a qualificarsi per la finale, pur classificandosi al 21º posto coi celebri The Rasmus. Nel 2023 la Finlandia è riuscita a conseguire il suo secondo miglior risultato, classificandosi al 2º posto con Käärijä e la sua Cha cha cha.

## Partecipazioni
- Primo posto
- Secondo posto
- Terzo posto
- Ultimo posto

| Anno                            | Artista                            | Canzone                              | Lingua                          | Posizione                       | Posizione                       | Posizione           | Posizione           |
| Anno                            | Artista                            | Canzone                              | Lingua                          | Finale                          | Punti                           | Semi                | Punti               |
| ------------------------------- | ---------------------------------- | ------------------------------------ | ------------------------------- | ------------------------------- | ------------------------------- | ------------------- | ------------------- |
| 1961                            | Laila Kinnunen                     | Valoa ikkunassa                      | Finlandese                      | 10º                             | 6                               | Niente semifinali   | Niente semifinali   |
| 1962                            | Marion Rung                        | Tipi-tii                             | Finlandese                      | 7º                              | 4                               | Niente semifinali   | Niente semifinali   |
| 1963                            | Laila Halme                        | Muistojeni laulu                     | Finlandese                      | 13º                             | 0                               | Niente semifinali   | Niente semifinali   |
| 1964                            | Lasse Mårtenson                    | Laiskotellen                         | Finlandese                      | 7º                              | 9                               | Niente semifinali   | Niente semifinali   |
| 1965                            | Viktor Klimenko                    | Aurinko laskee länteen               | Finlandese                      | 15º                             | 0                               | Niente semifinali   | Niente semifinali   |
| 1966                            | Ann Christine                      | Playboy                              | Finlandese                      | 10º                             | 7                               | Niente semifinali   | Niente semifinali   |
| 1967                            | Fredi                              | Varjoon - suojaan                    | Finlandese                      | 12º                             | 3                               | Niente semifinali   | Niente semifinali   |
| 1968                            | Kristina Hautala                   | Kun kello käy                        | Finlandese                      | 16º                             | 1                               | Niente semifinali   | Niente semifinali   |
| 1969                            | Jarkko & Laura                     | Kuin silloin ennen                   | Finlandese                      | 12º                             | 6                               | Niente semifinali   | Niente semifinali   |
| Nessuna partecipazione nel 1970 |                                    |                                      |                                 |                                 |                                 | Niente semifinali   | Niente semifinali   |
| 1971                            | Markku Aro & Koivistolaiset        | Tie uuteen päivään                   | Finlandese                      | 8º                              | 84                              | Niente semifinali   | Niente semifinali   |
| 1972                            | Päivi Paunu & Kim Floor            | Muistathan                           | Finlandese                      | 12º                             | 78                              | Niente semifinali   | Niente semifinali   |
| 1973                            | Marion Rung                        | Tom Tom Tom                          | Inglese                         | 6º                              | 93                              | Niente semifinali   | Niente semifinali   |
| 1974                            | Carita                             | Keep Me Warm                         | Inglese                         | 13º                             | 4                               | Niente semifinali   | Niente semifinali   |
| 1975                            | Pihasoittajat                      | Old-Man Fiddle                       | Inglese                         | 7º                              | 74                              | Niente semifinali   | Niente semifinali   |
| 1976                            | Fredi & Ystävät                    | Pump Pump                            | Inglese                         | 11º                             | 44                              | Niente semifinali   | Niente semifinali   |
| 1977                            | Monica Aspelund                    | Lapponia                             | Finlandese                      | 10º                             | 50                              | Niente semifinali   | Niente semifinali   |
| 1978                            | Seija Simola                       | Anna rakkaudelle tilaisuus           | Finlandese                      | 18º                             | 2                               | Niente semifinali   | Niente semifinali   |
| 1979                            | Katri Helena                       | Katson sineen taivaan                | Finlandese                      | 14º                             | 38                              | Niente semifinali   | Niente semifinali   |
| 1980                            | Vesa-Matti Loiri                   | Huilumies                            | Finlandese                      | 19º                             | 6                               | Niente semifinali   | Niente semifinali   |
| 1981                            | Riki Sorsa                         | Reggae OK                            | Finlandese                      | 16º                             | 27                              | Niente semifinali   | Niente semifinali   |
| 1982                            | Kojo                               | Nuku pommiin (Oversleep)             | Finlandese                      | 18º                             | 0                               | Niente semifinali   | Niente semifinali   |
| 1983                            | Ami Aspelund                       | Fantasiaa                            | Finlandese                      | 11º                             | 41                              | Niente semifinali   | Niente semifinali   |
| 1984                            | Kirka                              | Hengaillaan                          | Finlandese                      | 9º                              | 46                              | Niente semifinali   | Niente semifinali   |
| 1985                            | Sonja Lumme                        | Eläköön elämä                        | Finlandese                      | 9º                              | 58                              | Niente semifinali   | Niente semifinali   |
| 1986                            | Kari Kuivalainen                   | Päivä kahden ihmisen (Never the End) | Finlandese                      | 15º                             | 22                              | Niente semifinali   | Niente semifinali   |
| 1987                            | Vicky Rosti & Boulevard            | Sata salamaa                         | Finlandese                      | 15º                             | 32                              | Niente semifinali   | Niente semifinali   |
| 1988                            | Boulevard                          | Nauravat silmät muistetaan           | Finlandese                      | 20º                             | 3                               | Niente semifinali   | Niente semifinali   |
| 1989                            | Anneli Saaristo                    | La dolce vita                        | Finlandese                      | 7º                              | 76                              | Niente semifinali   | Niente semifinali   |
| 1990                            | Beat                               | Fri?                                 | Svedese                         | 21º                             | 8                               | Niente semifinali   | Niente semifinali   |
| 1991                            | Kaija Kärkinen                     | Hullu yö                             | Finlandese                      | 20º                             | 6                               | Niente semifinali   | Niente semifinali   |
| 1992                            | Pave Maijanen                      | Yamma, yamma                         | Finlandese                      | 23º                             | 4                               | Niente semifinali   | Niente semifinali   |
| 1993                            | Katri Helena                       | Tule luo                             | Finlandese                      | 17º                             | 20                              | Niente semifinali   | Niente semifinali   |
| 1994                            | CatCat                             | Bye Bye Baby                         | Finlandese, inglese             | 22º                             | 11                              | Niente semifinali   | Niente semifinali   |
| Nessuna partecipazione nel 1995 |                                    |                                      |                                 |                                 |                                 | Niente semifinali   | Niente semifinali   |
| 1996                            | Jasmine                            | Niin kaunis on taivas                | Finlandese                      | 23º                             | 9                               | 22º                 | 38                  |
| Nessuna partecipazione nel 1997 | Nessuna partecipazione nel 1997    | Nessuna partecipazione nel 1997      | Nessuna partecipazione nel 1997 | Nessuna partecipazione nel 1997 | Nessuna partecipazione nel 1997 | Niente semifinali   | Niente semifinali   |
| 1998                            | Edea                               | Aava                                 | Finlandese                      | 15º                             | 22                              | Niente semifinali   | Niente semifinali   |
| Nessuna partecipazione nel 1999 |                                    |                                      |                                 |                                 |                                 | Niente semifinali   | Niente semifinali   |
| 2000                            | Nina Åström                        | A Little Bit                         | Inglese                         | 18º                             | 18                              | Niente semifinali   | Niente semifinali   |
| Nessuna partecipazione nel 2001 |                                    |                                      |                                 |                                 |                                 | Niente semifinali   | Niente semifinali   |
| 2002                            | Laura                              | Addicted to You                      | Inglese                         | 20º                             | 24                              | Niente semifinali   | Niente semifinali   |
| Nessuna partecipazione nel 2003 |                                    |                                      |                                 |                                 |                                 | Niente semifinali   | Niente semifinali   |
| 2004                            | Jari Sillanpää                     | Takes 2 to Tango                     | Inglese                         | Non qualificata                 | Non qualificata                 | 14º                 | 51                  |
| 2005                            | Geir Rönning                       | Why?                                 | Inglese                         | Non qualificata                 | Non qualificata                 | 18º                 | 50                  |
| 2006                            | Lordi                              | Hard Rock Hallelujah                 | Inglese                         | 1º                              | 292                             | 1º                  | 292                 |
| 2007                            | Hanna Pakarinen                    | Leave Me Alone                       | Inglese                         | 17º                             | 53                              | Paese ospitante     | Paese ospitante     |
| 2008                            | Teräsbetoni                        | Missä miehet ratsastaa               | Finlandese                      | 22º                             | 35                              | 8º                  | 79                  |
| 2009                            | Waldo's People                     | Lose Control                         | Inglese                         | 25º                             | 22                              | 12º                 | 42                  |
| 2010                            | Kuunkuiskaajat                     | Työlki ellää                         | Finlandese                      | Non qualificata                 | Non qualificata                 | 11º                 | 49                  |
| 2011                            | Paradise Oskar                     | Da Da Dam                            | Inglese                         | 21º                             | 57                              | 3º                  | 103                 |
| 2012                            | Pernilla Karlsson                  | När jag blundar                      | Svedese                         | Non qualificata                 | Non qualificata                 | 12º                 | 42                  |
| 2013                            | Krista Siegfrids                   | Marry Me                             | Inglese                         | 24º                             | 13                              | 9º                  | 64                  |
| 2014                            | Softengine                         | Something Better                     | Inglese                         | 11º                             | 72                              | 3º                  | 97                  |
| 2015                            | Pertti Kurikan Nimipäivät          | Aina mun pitää                       | Finlandese                      | Non qualificata                 | Non qualificata                 | 16º                 | 13                  |
| 2016                            | Sandhja                            | Sing It Away                         | Inglese                         | Non qualificata                 | Non qualificata                 | 15º                 | 51                  |
| 2017                            | Norma John                         | Blackbird                            | Inglese                         | Non qualificata                 | Non qualificata                 | 12º                 | 92                  |
| 2018                            | Saara Aalto                        | Monsters                             | Inglese                         | 25º                             | 46                              | 10º                 | 108                 |
| 2019                            | Darude feat. Sebastian Rejman      | Look Away                            | Inglese                         | Non qualificata                 | Non qualificata                 | 17º                 | 23                  |
| 2020                            | Aksel                              | Looking Back                         | Inglese                         | Edizione cancellata             | Edizione cancellata             | Edizione cancellata | Edizione cancellata |
| 2021                            | Blind Channel                      | Dark Side                            | Inglese                         | 6º                              | 301                             | 5º                  | 234                 |
| 2022                            | The Rasmus                         | Jezebel                              | Inglese                         | 21º                             | 38                              | 7º                  | 162                 |
| 2023                            | Käärijä                            | Cha cha cha                          | Finlandese                      | 2º                              | 526                             | 1º                  | 177                 |
| 2024                            | Windows95man feat. Henri Piispanen | No Rules!                            | Inglese                         | 19º                             | 38                              | 7º                  | 59                  |
| 2025                            | Erika Vikman                       | Ich komme                            | Finlandese                      | 11º                             | 196                             | 3º                  | 115                 |

Note:
- Nel 2009 una giuria aveva il compito di ripescare un paese tra quelli classificatisi al di sotto del nono posto.
- Se un paese vince l'edizione precedente, non deve competere nelle semifinali nell'edizione successiva. Inoltre, dal 2004 al 2007, i primi dieci paesi che non erano membri dei Big 4 non dovevano competere nelle semifinali nell'edizione successiva. Se, ad esempio, Germania e Francia si collocavano tra i primi dieci, i paesi che si erano piazzati all'11º e al 12º posto avanzavano alla serata finale dell'edizione successiva insieme al resto della top 10.

## Statistiche di voto
Fino al 2025, le statistiche di voto della Finlandia sono:
| # | Stato    | Punti |
| - | -------- | ----- |
| 1 | Svezia   | 352   |
| 2 | Italia   | 197   |
| 3 | Israele  | 184   |
| 4 | Svizzera | 176   |
| 5 | Francia  | 173   |

| # | Stato    | Punti |
| - | -------- | ----- |
| 1 | Svezia   | 193   |
| 2 | Estonia  | 161   |
| 3 | Norvegia | 160   |
| 4 | Islanda  | 127   |
| 5 | Irlanda  | 111   |

| # | Stato    | Punti |
| - | -------- | ----- |
| 1 | Svezia   | 418   |
| 2 | Estonia  | 262   |
| 3 | Israele  | 246   |
| 3 | Svizzera | 244   |
| 5 | Norvegia | 230   |

| # | Stato       | Punti |
| - | ----------- | ----- |
| 1 | Svezia      | 294   |
| 2 | Estonia     | 287   |
| 3 | Islanda     | 232   |
| 4 | Norvegia    | 231   |
| 5 | Regno Unito | 178   |

## Altri premi ricevuti

### Marcel Bezençon Award
I Marcel Bezençon Awards sono stati assegnati per la prima volta durante l'Eurovision Song Contest 2002 a Tallinn, in Estonia, in onore delle migliori canzoni in competizione nella finale. Fondato da Christer Björkman (rappresentante della Svezia nell'Eurovision Song Contest del 1992 e capo della delegazione per la Svezia fino al 2021) e Richard Herrey (membro del gruppo Herreys e vincitore dalla Svezia nell'Eurovision Song Contest 1984), i premi prendono il nome del creatore del concorso, Marcel Bezençon.
I premi sono suddivisi in 3 categorie:
- Press Award: Per la miglior voce che viene votata dalla stampa durante l'evento.
- Artistic Award: Per il miglior artista, votato fino al 2009 dai vincitori delle scorse edizioni. A partire dal 2010 viene votato dai commentatori.
- Composer Award: Per la miglior composizione musicale che viene votata da una giuria di compositori.

| Anno | Categoria   | Artista           | Canzone              | Compositore                                        |
| ---- | ----------- | ----------------- | -------------------- | -------------------------------------------------- |
| 2002 | Fan Award   | Laura Voutilainen | Addicted to You      | Maki Kolehmainen                                   |
| 2006 | Press Award | Lordi             | Hard Rock Hallelujah | Miss Awa, Mr. Amen, Mr. Kalma, Mr. Kita, Mr. Lordi |
| 2011 | Press Award | Paradise Oskar    | Da Da Dam            | Axel Ehnström                                      |

## Città ospitanti
| Anno | Città    | Luogo          | Presentatori                      |
| ---- | -------- | -------------- | --------------------------------- |
| 2007 | Helsinki | Hartwall Arena | Jaana Pelkonen e Mikko Leppilampi |